# 海外実業練習生
海外実業練習生（かいがいじつぎょうれんしゅうせい）とは、農商務省から補助金を得て海外で実業を学んだ者のこと。国の産業貿易の発展に寄与できる人材を育てるために明治政府が1896年から始めた制度で、多くの実業家や技術者などを輩出した。

## 概要
海外でさまざまな実業に就き、商業事情に精通し、技能を進歩させ、将来日本の産業貿易の発展に貢献したいと望む青年に対し、一定の渡航費や滞在費を補助する制度で、農商務省商工局が管轄した。練習生は延べ857名にのぼったという。
練習生希望者は、中学卒業もしくは同等以上の学歴があること、海外で就こうとしている職業分野の実務経験が一年以上あること、渡航先の言語が堪能であること、自費なり援助なり必要となる資本が用意できることが条件で、年に一度選抜試験が行なわれた。試験は、作文、英会話や職業知識を問う口述試験、面接、和文英訳が行なわれた。
渡航先は先進国だけに限らず多岐に渡り、補助金は渡航先によって異なる金額が支給された。支給期間の3年間は現地情報の報告義務があるが、輸出商品を増やして国内産業を発達させることが目的で作られた制度のため、練習生終了後も帰国する必要はなく、特別な義務もなかった。練習生が提出した報告書は、『農商務省商工局臨時報告』として遺されており、その第一号は明治30年3月発行の「農商務省商工局臨時報告第1冊・欧米絹織物状況視察報告」である。
練習生の中には、補助金支給はなしで「練習生」の肩書のみ与えられ渡航する者もあった。

## 海外実業練習生出身者
- 大平賢作（住友銀行会長）
- 橋本増治郎（快進社社長）
- 葛原猪平（葛原冷蔵創業者）
- 松江春次（南洋興発社長）
- 高橋本吉（衆議院議員）
- 国生義夫（明治乳業会長）
- 安永東之助（軍人）
- 飛鳥井孝太郎（ノリタケカンパニーリミテド創業者、鳴海製陶創業者、同志社教授）
- 百木三郎（東洋陶器社長）
- 山田三次郎（旭硝子会長）
- 高村光太郎（彫刻家）
- 横山大観（画家）
- 白瀧幾之助（画家）
- 鹿島英二（染色家）
- 船坂八郎（京都織物会長）
- 楫喜雄（大阪織物重役）
- 多田成政（大阪織物重役）
- 坂田武雄（サカタのタネ創業者）[5]
- 富田幸次郎（ボストン美術館アジア部名誉部長）[6]
- 比留間賢八（マンドリン奏者）
- 中島董一郎（キユーピー創業者）
- 杉田定一
- 畑正吉（彫刻家）
- 星野佐紀（日本缶詰協会理事）
- 柴田音吉（柴田音吉洋服店創業者）
- 小川三知（ステンドグラス作家）
- 木内てる（彫刻家）
- 藤川勇造（彫刻家）
- 本保義太郎（彫刻家）[7]
- 勝田蕉琴（画家）
- 岩崎貫三（南アフリカでクリーニング店と雑貨店を経営。アフリカの練習生2名のうちの一人）